# Antti Suomela
Antti Juhani Suomela (* 17. März 1994 in Espoo) ist ein finnischer Eishockeyspieler, der seit Juli 2023 beim Lausanne HC aus der Schweizer National League unter Vertrag steht und dort auf der Position des Centers spielt. Zuvor absolvierte Suomela unter anderem 51 Spiele für die San Jose Sharks in der National Hockey League (NHL).

## Karriere
Suomela verbrachte seine Juniorenzeit in der Jugendabteilung der Espoo Blues, dem Eishockeyklub seiner Geburtsstadt. Nachdem der Stürmer bereits mit den B-Junioren den Aufstieg in die höchste Spielklasse dieser Altersklasse geschafft hatte, sicherte er sich ein Jahr später mit der Mannschaft die finnische Vizemeisterschaft. Im Trikot der A-Junioren konnte Suomela in den Jahren 2013 und 2016 zwei weitere Vizetitel erringen, die den Titelgewinn im Jahr 2014 einrahmten.
Bereits im Verlauf der Saison 2015/16 schaffte Suomela den Sprung in den Stammkader der Profimannschaft und absolvierte 52 der 60 Hauptrundenpartien für das Team, in denen ihm 26 Scorerpunkte gelangen. Zur Spielzeit 2016/17 wechselte der Angreifer zum Ligakonkurrenten JYP Jyväskylä, bei dem er zwei erfolgreich Jahre verbrachte. Suomela entwickelte sich zu einem der besten Spieler der Liiga und steigerte seine Punktausbeute zunächst auf 45 und in seinem zweiten Jahr auf 60 Punkte. Damit war er in der Saison 2017/18 punktbester Spieler der gesamten Liga und erhielt dafür die Veli-Pekka-Ketola-Trophäe. Zudem wurde er ins All-Star-Team der Liga gewählt. Wenige Wochen zuvor hatte er mit JYP die Champions Hockey League gewonnen.
Dennoch verließ Suomela den Verein nach der Spielzeit und unterzeichnete Ende April 2018 zunächst einen Vertrag beim HIFK Helsinki der aber nur gut einen Monat später nichtig wurde. Aufgrund einer Ausstiegsklausel unterschrieb der Finne einen Einjahresvertrag bei den San Jose Sharks aus der National Hockey League. Dieser wurde in den Jahren 2019 und 2020 jeweils um ein weiteres Jahr verlängert. Die Off-Season vor der Saison 2020/21 verbrachte er derweil beim HIFK Helsinki.
Nach knapp drei Jahren bei den Sharks wurde Suomela kurz vor der Trade Deadline im April 2021 im Tausch für Alexander Barabanow an die Toronto Maple Leafs abgegeben. Diese setzten ihn bis zum Saisonende ausschließlich bei den Marlies in der American Hockey League (AHL) ein, ehe er ebenda im Juni 2021 einen auf die AHL beschränkten Vertrag unterzeichnete. Im Mai 2022 kehrte Suomela dann nach Europa zurück, indem er sich dem IK Oskarshamn aus der Svenska Hockeyligan (SHL) anschloss. Dort sammelte der Finne in 51 Saisonspielen insgesamt 66 Punkte und hatte damit einen maßgeblichen Anteil für das Erreichen des siebten Platzes in der Hauptrunde. Für seine Leistungen erhielt er den Guldhjälmen als wertvollster Spieler der Liga und sicherte sich durch seine 37 Saisontore auch die Håkan Loob Trophy. Zur Saison 2023/24 wechselte er zum Lausanne HC, mit dem er in den Frühjahren 2024 und 2025 jeweils Vizemeister wurde.

### International
Nachdem Suomela im Juniorenbereich keine Einsätze für eine der finnischen Juniorenauswahlen bestritten hatte, debütierte er im Rahmen der Euro Hockey Tour 2016/17 für die finnische A-Nationalmannschaft. Zu weiteren Einsätzen im Nationaltrikot kam der Stürmer auch im folgenden Spieljahr, an dessen Ende die Nominierung für die Weltmeisterschaft 2018 in Dänemark stand. Dort bestritt Suomela aber lediglich vier Partien und erzielte dabei ein Tor, während die Finnen das Turnier auf dem fünften Rang beendeten.

## Erfolge und Auszeichnungen
| - 2013 Finnischer U20-Junioren-Vizemeister mit den Espoo Blues - 2014 Finnischer U20-Junioren-Meister mit den Espoo Blues - 2016 Finnischer U20-Junioren-Vizemeister mit den Espoo Blues - 2017 Liiga-Spieler des Monats Dezember - 2018 Champions-Hockey-League-Gewinn mit JYP Jyväskylä - 2018 Veli-Pekka-Ketola-Trophäe | - 2018 Liiga All-Star-Team - 2023 Guldhjälmen - 2023 Håkan Loob Trophy - 2024 Schweizer Vizemeister mit dem Lausanne HC - 2025 Schweizer Vizemeister mit dem Lausanne HC |

## Karrierestatistik
Stand: Ende der Saison 2024/25

### International
Vertrat Finnland bei:
- Weltmeisterschaft 2018
- Weltmeisterschaft 2023

(Legende zur Spielerstatistik: Sp oder GP = absolvierte Spiele; T oder G = erzielte Tore; V oder A = erzielte Assists; Pkt oder Pts = erzielte Scorerpunkte; SM oder PIM = erhaltene Strafminuten; +/− = Plus/Minus-Bilanz; PP = erzielte Überzahltore; SH = erzielte Unterzahltore; GW = erzielte Siegtore; 1 Play-downs/Relegation; Kursiv: Statistik nicht vollständig)